# John Danielsen
John Danielsen (født 13. juli 1939 i Odense) er en tidligere dansk fodboldspiller.
B.1909’s engelske træner George Dick gav i april 1957 debut i 1. division til den kun 17-årige John Danielsen i Idrætsparken mod Skovshoved, efter kampen fik han "højstilkede roser" i Fyns Stiftstidende. Han spillede på det B.1909 hold som blev Danmarksmester 1959 og i 1964 var det Danielsen, der med en pasning i Idrætsparken sendte Mogens Haastrup af sted mod scoringen til 1-0 mod KB, så næsten 45.000 tilskuere så fynboerne vinde for anden gang. I 1962 vandt han pokalfinalen med klubben.
Han spillede 27 A-landskampe for Danmark og scorede 7 mål. Han var en del af Sølvholdet, der i 1960 vandt sølv ved OL i Rom, han spillede i de første tre kampe, men meldte fra med halsbetændelse til semifinalen mod Ungarn, og det kostede pladsen i den tabte finale. Han var også med i EM 1964.
John Danielsen bedrifter udløste i sommeren 1965 en kontrakt med den tyske Bundesliga klub Werder Bremen, hvor han spillede 131 kampe og scorede 17 mål frem til 1970. Prof-karrieren blev afsluttet i schweiziske Chiasso. Efter tilbagekomsten til Fyn blev det til en enkelt optræden for B.1909 i en comeback mod OB i efteråret 1973. Han blev derefter assistent i Odense Kommune.
John Danielsens far, Einar Danielsen, spillede i B.1913.